# 転生ごときで逃げられるとでも、兄さん?
『転生ごときで逃げられるとでも、兄さん？』（てんせいごときでにげられるとでもにいさん）は、紙城境介によるライトノベル作品。小説投稿サイト「小説家になろう」にて2016年6月29日から連載され、書籍版がMF文庫J（KADOKAWA）より2020年3月から刊行されている。書籍版のイラストは木鈴カケルが担当。連載当初のタイトルは『ヤンデレの妹に死ぬほど愛されて無双できない異世界転生』だった。
メディアミックスとして、ユリシロの作画によるコミカライズ版が「少年エースplus」（KADOKAWA）で2020年10月2日から2022年9月9日まで連載された。

## あらすじ
両親が事故で死去した後、少年は自分に対して強い執着を持つ妹に5年間監禁されていた。少年はある時に監禁から抜け出すことに成功するが、追跡してきた妹と共にトラックに轢かれて死んでしまう。彼はその後異世界転生するが、同じ世界に妹も転生してきたことを知ると、恐怖に慄くようになる。

## 登場人物
ジャック・リーバー
リーバー伯爵家の長男。前世では高校卒業直後に、妹によって5年間監禁されて目の前で親しかった人間を何人も殺される。ある日唐突に玄関の鍵が空いた隙に逃走し、追ってきた妹を走るトラックに向けて突き飛ばすが道連れで死ぬこととなる。
5年の監禁生活で心を壊されたことで自分や妹の前世の名前も思い出せなくなっている。
転生後は位階65位の精霊「尊き別離のアンドレアルフス」の「精霊の止まり木（ルースト）」としての才能を得る。精霊術は「巣立ちの透翼」で、自分と触れている対象の重さを消すことができる。自身に使うと浮遊し打撃や斬撃を無効化できるが、逆に術を使っているとダメージを与えることができないので、タイミングよく術を解除する必要がある。
妹
ジャックの前世での妹。常に敬語で話すが自分以外のことは何にも考えていない慇懃無礼な性格で都合の悪いことでも自分に都合のいい解釈をして誤魔化し続けてきた。
元々は普通の兄妹だったが、兄の高校卒業直後に兄を監禁し親しかった人間を目の前で拷問の末に殺害し逆らえばまた殺すと脅迫していいなりにしてきた。
前世の幼馴染み
ジャックの前世での幼馴染の少女。7歳の夏の日に隣に引っ越してきて以来の付き合いで妹にとっても姉のような立場で付き合いがあった。
ラケル
ジャックの師匠。青い長髪と巨乳が特徴のエルフ少女。精霊術を探して旅をしている最中に空腹で倒れたところをジャックに助けられてカラムの提案でジャックの師匠となった。
盗みを司る精霊「忠実なる影法師のシャックス」の「神意の接収」の使い手。見て技術を盗むを究極系にした能力で、目にした精霊術の能力を特定することで模倣し同時に2つまで使用することができる。
フィリーネ・ポスフォード
ポスフォード商会の娘。栗色の髪を肩口まで伸ばした少女。ジャックと同年齢で7歳の夏の日に出会う。
精霊「バルバトス」の「無欠の辞書」の使い手で動物と意思疎通できる。
カラム・リーバー
ジャックの父。ラオス王国リーバー伯爵領ダイムクルドの領主。
マデリン・リーバー
ジャックの母。特殊な部族の姫巫女だったが、カラムと結婚し2人組の精霊術師として勇名を轟せた。
アネリ
リーバー伯爵家に仕えるメイド。ジャックの世話を任されている。精霊〈アイム〉の「黎明の灯火」の使い手。
ヴィッキー
盗賊団「真紅の猫」の頭領。
女神
兄妹を異世界に転生させた自称女神。
先に死んでいた妹が転生した世界に、その狂暴性を知りながらあえて兄を転生させ、「逃げのびて」と告げるなど、スタンスが不明瞭。
実は妹の協力者で転生前から兄妹の両親を殺害したり、警察に見つからないようにするなど協力していた。転生させたのも兄と結ばれるのに邪魔な血縁をなくしたいという妹の願いを聞いただけで、「逃げのびて」と言ったのは自分を味方だと勘違いさせるため。

## 用語
精霊術
すべての人類に宿る精霊の力を借りて行使する術。72柱の本霊とその分霊のうちの1柱が宿り、その精霊の能力を行使できる。同じ精霊が宿っても人によって能力の細かい仕様は異なる。
72柱の本霊を宿すものは「精霊の止まり木（ルースト）」と呼ばれ、精霊の力を一切制約・減衰なく行使できる。

## 制作背景
著者の紙城境介は「ブレイブ・イン・ハンド」のサスペンス要素が好評だったので、最初からサスペンス要素を軸に据えて一本書きたいなあと思って本作の執筆を始めたと語る。暗く、重いシリアスな展開を書くうちに精神のバランスを取るために、ただただ主人公とヒロインがイチャついているだけの気楽で明るい話を書きたいと、「最強カップルのイチャイチャVRMMOライフ」や「継母の連れ子が元カノだった」が執筆されることになった。

## 既刊一覧

### 小説
- 紙城境介（著）・木鈴カケル（イラスト） 『転生ごときで逃げられるとでも、兄さん？』 KADOKAWA〈MF文庫J〉、既刊3巻（2022年4月25日現在）
  1. 2020年3月25日発売[13]、ISBN 978-4-04-064543-8
  2. 2021年8月25日発売[14]、ISBN 978-4-04-064806-4
  3. 2022年4月25日発売[15]、ISBN 978-4-04-681295-7

### 漫画
- 紙城境介（原作）・ユリシロ（作画）・木鈴カケル（キャラクター原案） 『転生ごときで逃げられるとでも、兄さん？』 KADOKAWA〈角川コミックス・エース〉、全4巻
  1. 2021年4月26日初版発行（同日発売[2][16]）、ISBN 978-4-04-111206-9
  2. 2021年11月26日初版発行（同日発売[17]）、ISBN 978-4-04-111837-5
  3. 2022年4月26日初版発行（同日発売[18]）、ISBN 978-4-04-111838-2
  4. 2022年11月26日初版発行（11月25日発売[19]）、ISBN 978-4-04-113170-1